# Organdyrkning
 Der er for få eller ingen kildehenvisninger i denne artikel, hvilket er et problem. Du kan hjælpe ved at angive troværdige kilder til de påstande, som fremføres i artiklen.

Organdyrkning er kunsten at fremstille et funktionelt organ fra grunden ved at dyrke det ud fra enkelte celler. Der eksperimenters også med at dyrke mere komplicerede organer i kimære dyr fx et får med en menneskelig lever.

## Fordele
Dyrkede organer forventes at kunne afhjælpe problemer med donormangel ved organtransplantationer og indtil videre har man med succes dyrket blærer og transplanteret dem ind i mennesker.

## Fremgangsmåde
Organerne kan enten dyrkes i laboratoriet ved at pode celler på en biologisk nedbrydelig skabelon eller ved en særlig printteknologi hvor det opbygges lag for lag til en rumlig form.

## Status for dyrkede organer
- Blære: er dyrket og indopereret i mennesket hvor den fungerer.
- Blodårer: forskere har dyrket komplette blodårer baseret på bl.a. bindevævsceller fra huden. Blodårer er indopereret på dialysepatienter der vente på nyretransplantition.
- Tænder: forstadier til tænder dyrket hos mus ud fra stamceller.
- Nyre: dyrkede nyreceller er indopereret i en ko hvor de fungerer og kan danne urin.
- Bugspytkirtel: endnu ingen konkrete projekter.
- Hud: lag af hudens forskellige celletyper kan dyrkes i laboratoriet og bruges til transplantion, men en flerlaget funktionel hud er endnu ikke blevet transplanteret.
- Lever: indledende forsøg er i gang for at dyrke en lever med flere forskellige celletyper og egen blodforsyning.
- Hjerte: stort internationalt forskningsprojekt med en lang tidshorisont i gang.